# Murat Akçay
Murat Akçay (* 22. Dezember 1990 in Istanbul) ist ein türkischer Fußballspieler. Er spielt vornehmlich im Sturm, kann aber auch als Flügelspieler eingesetzt werden.

## Karriere
Seit dem Beginn seiner Profikarriere spielte Akçay bei verschiedenen Vereinen sowohl in der dritten Liga als auch in der vierten Liga, für Dardanelspor bestritt er die meisten Spiele und etablierte sich hier als feste Stammkraft. Ab 2017 stand er bei Eyüpspor unter Vertrag und kam regelmäßig zum Einsatz, auch wenn er kein Stammspieler war.